# Riketsjozy
Riketsjozy – grupa chorób wywoływanych przez bakterie z rodziny Rickettsiales. Zwykle są to ostre choroby gorączkowe. 
Należą tu, wywoływane przez Riketsje: 
- tyfus plamisty
- gorączki plamiste
- ospa riketsjowa
- dur zaroślowy wywoływany przez Rickettsia tsutsugamushi

a także choroby wywoływane przez bakterie z rodzajów:
- Coxiella wywołujące gorączkę Q
- Bartonella wywołujące bartonelozę
- Anaplasma wywołujące anaplazmozę

Choroby te leczy się z wyboru takimi substancjami jak:
- doksycyklina
- tetracyklina